# Grand Prix automobile du Luxembourg
 (juillet 2025).
Si vous disposez d'ouvrages ou d'articles de référence ou si vous connaissez des sites web de qualité traitant du thème abordé ici, merci de compléter l'article en donnant les références utiles à sa vérifiabilité et en les liant à la section « Notes et références ».
Le Grand Prix du Luxembourg est une course automobile, ayant compté pour le championnat du monde de Formule 1 à deux reprises, en 1997 et 1998. 

## Historique
Le premier Grand Prix du Luxembourg se déroule en 1939. La course est alors dénommée le Grand Prix du Centenaire, afin de commémorer le traité de Londres de 1839 qui donna de jure l'indépendance du Grand-Duché de Luxembourg vis-à-vis de la Belgique, ainsi que la délimitation des frontières qui n’ont plus changé depuis cette date. La course se déroulait toutefois dans la catégorie Sport.
Entre 1949 et 1952, un Grand Prix se déroule annuellement dans la catégorie Formule 1 ou Sport.
En 1997, l'épreuve devient officiellement une manche du championnat du monde de Formule 1. Toutefois le Grand-Duché de Luxembourg ne faisait office que de prête-nom pour cette épreuve, organisée en réalité sur le célèbre tracé du Nürburgring, en Allemagne. Depuis 1999, et comme en 1984, 1995 et 1996, la manche du championnat du monde de Formule 1 disputée au Nürburgring a retrouvé son titre de Grand Prix d'Europe. 
Placé au mois de septembre, c’est-à-dire en fin de championnat, le GP du Luxembourg à chaque fois eu de lourdes conséquences sur l'attribution du titre mondial :
- GP du Luxembourg 1997, profitant de l'abandon au départ de Michael Schumacher (victime au départ d'une collision avec Fisichella et son frère Ralf), Jacques Villeneuve s'impose et reprend à son rival allemand la tête du championnat du monde à deux manches de la fin du championnat.

- GP du Luxembourg 1998, Mika Häkkinen parvient à se défaire de l'étreinte des pilotes Ferrari Schumacher et Irvine et accomplit un grand pas vers le titre mondial.

## Palmarès
Sur fond rose, les Grands Prix ne faisant partie du championnat du monde de Formule 1.
| Année     | Vainqueur           | Écurie            | Circuit           | Catégorie         | Résultats         |
| 1939      | Jean-Pierre Wimille | Bugatti           | Luxembourg        | Sport             | Résultats         |
| 1949      | Luigi Villoresi     | Ferrari           | Findel            | Sport             | Résultats         |
| 1950      | Alberto Ascari      | Ferrari           | Findel            | Sport             | Résultats         |
| 1951      | Alan Brown          | Cooper-Norton     | Findel            | Formule 3         | Résultats         |
| 1952      | Les Leston          | Cooper-Norton     | Findel            | Formule 3         | Résultats         |
| 1953-1996 | Pas de Grand Prix   | Pas de Grand Prix | Pas de Grand Prix | Pas de Grand Prix | Pas de Grand Prix |
| 1997      | Jacques Villeneuve  | Williams-Renault  | Nürburgring       | Formule 1         | Résultats         |
| 1998      | Mika Häkkinen       | McLaren-Mercedes  | Nürburgring       | Formule 1         | Résultats         |